# Psychotria neillii
Psychotria neillii är en måreväxtart som beskrevs av Clement W. Hamilton och John Duncan Dwyer. Psychotria neillii ingår i släktet Psychotria och familjen måreväxter. Inga underarter finns listade i Catalogue of Life.